# Stanley Ho
Stanley Ho, właśc. Ho Hung-sun (po chińsku 何鴻燊), urodził się w Hongkongu 25 listopada 1921 i zmarł 26 maja 2020 w tym samym mieście. Był chińsko-portugalskim biznesmenem i magnatem, nazywanym „królem kasyn”. Kluczowy gracz w rozwoju gier hazardowych w Makau. W latach 60. XX wieku zapewnił sobie lukratywny monopol na kasyna, który utrzymywał przez kilka dziesięcioleci za pośrednictwem swojej firmy SJM Holdings. Jego dominująca pozycja w znacznym stopniu przyczyniła się do uczynienia z Makau światowego centrum gier.
Firma zdywersyfikowała swoją działalność również na inne sektory, takie jak nieruchomości, transport morski i turystyka, umacniając tym samym swoje wpływy gospodarcze w regionie Azji i Pacyfiku. Jego imperium było często krytykowane za zbytnie skupienie się na hazardzie, branży związanej z problemami społecznymi i ekonomicznymi, takimi jak zadłużenie i pranie pieniędzy. Ponadto podejrzewano go o powiązania z organizacjami przestępczymi, choć oskarżenia te nigdy nie doprowadziły go przed sąd.

## Życiorys

### Pochodzenie i edukacja
Stanley Ho urodził się w brytyjskiej kolonii Hongkong, miał chińskie, holendersko-żydowskie i angielskie korzenie. Był potomkiem Charlesa Henry’ego Maurice’a Bosmana (1839–1892), który był pochodzenia holendersko-żydowskiego i jego chińskiej kochanki Sze Tai (施娣), miejscowej kobiety z Bao’an (obecnie miasta Shenzhen i Hongkong). Jego dziadkiem był Ho Fook, brat biznesmena Roberta Hotunga. Był dziewiątym z trzynaściorga dzieci Ho Sai-kwonga (何世光).
Studiował w Queen’s College w Hongkongu, gdzie z powodu niezadowalających wyników w nauce uczęszczał do klasy D – najniższej klasy w ówczesnym systemie szkolnictwa w Hongkongu. Później jednak otrzymał stypendium na Uniwersytecie w Hongkongu. Tym samym, został pierwszym uczniem klasy D, któremu przyznano stypendium uniwersyteckie. Jego studia zostały jednak przerwane w 1942 r. z powodu wybuchu II wojny światowej. Po zajęciu Hongkongu przez Japończyków schronił się w sąsiedniej neutralnej kolonii portugalskiej.

### Kariera
Ho rozpoczął pracę jako pracownik biurowy w japońskiej firmie importowo-eksportowej w Makau. Swoje pierwsze ogromne pieniądze zarobił na przemycie dóbr luksusowych i żywności przez chińską granicę z Makau w czasie II wojny światowej. W 1943 roku założył firmę produkującą naftę i za własne pieniądze otworzył działalność budowlaną.
Wraz ze współpracownikami takimi jak potentat z Hongkongu Henry Fok, Gracz z Makau Yip Hon i jego szwagier Teddy Yip, ubiegali się o franczyzy w Makau. Stawiając wysokie stawki i obiecując promocję turystyki oraz rozwój infrastruktury, wygrali w 1961 r. przetarg publiczny na licencję monopolisty hazardowego w Makau. Kwota przetargu wyniosła 410 000 USD, z czego 51 000 USD przekazał Henry Fok, pokonując tym samym o 17 000 patacasów długoletnich baronów kasyn w Makau, rodzinę Fu. W 1961 roku nazwa firmy została zmieniona na Sociedade de Turismo e Diversões de Macau, sp. z.o.o. (STDM). Pod koniec 1962 roku Ho otworzył Estoril Hotel, pierwszy luksusowy ośrodek kasynowy w Makau (s. 9).
W 1970 roku otworzył Casino Lisboa. W tym samym roku założył także firmę Shun Tak Holdings, która notowana była na Giełdzie Papierów Wartościowych w Hongkongu. Za pośrednictwem spółki zależnej TurboJET, posiadał jedną z największych flot szybkich wodolotów na świecie, która przewoziła pasażerów między Hongkongiem i Makau.
W latach 80. XX wieku Ho zapoczątkował praktykę zlecania prowadzenia prywatnych sal gier w swoich kasynach niezależnym agentom (s. 9). Działalność ta rozwinęła się w odpowiedzi na model biznesowy chińskiej grupy przestępczej Triad, polegający na kupowaniu biletów na wodoloty w celu ich odsprzedaży turystom (s. 9). Praktyka Ho rozwija się jako alternatywa, umożliwiająca agentom Triad bezpośredni dostęp do jego kasyn za pośrednictwem prowizji od sprzedaży graczom żetonów kasynowych (s. 9). Działalność ta przekształciła się w system kontraktów VIP znany jako junket (s. 9).
Inwestycje Ho w Makau były zróżnicowane. W 1989 roku, po przejęciu przez STDM pełnej kontroli nad Macau Jockey Club, Ho został jej prezesem i dyrektorem generalnym. W 1995 roku otworzył także kasyno w Pjongjangu, w Korei Północnej (s. 83). Inwestował również w Hongkong|Hongkongu, Portugalia|Portugalii, Wietnam, Wietnamie i na Filipiny, Filipinach. Biegle posługiwał się językiem Język angielski, angielskim, Języki mandaryńskie, chińskim, Język japoński, japońskim i Język portugalski|portugalskim.
W 1998 roku Ho został pierwszym żyjącym mieszkańcem Makau, którego lokalną ulicę nazwano na jego cześć. Wprowadzono także pierwszą w Azji loterię piłkarską i koszykarską o nazwie SLOT.
Rząd Kanady, powołując się na gazetę Manila Standard, wymienił go jako osobę związaną z triadą Kung Lok i powiązaną z „kilkoma nielegalnymi działaniami” w okresie 1999-2002. O domniemanych powiązaniach Ho z chińską przestępczością zorganizowaną poinformował również New Jersey Division of Gaming Enforcement, powołując się na komisję Senatu USA i kilka agencji rządowych, podczas gdy stan prowadził dochodzenie w sprawie powiązań z amerykańskim operatorem kasyn MGM Mirage.
Ho utracił swój monopol 31 grudnia 2001. Od tego momentu jego firma zajmująca się grami musiała stawić czoła silnej konkurencji ze strony innych przedsiębiorstw, głównie północnoamerykańskich, które weszły na rynek Makau. Był najbogatszym człowiekiem w Makau i jednym z najbogatszych ludzi w Azji. Według magazynu Forbes w 2006 roku był 86 najbogatszym człowiek na świecie, z majątkiem wynoszącym około 6,5 miliarda dolarów. Był jednym z największych właścicieli ziemskich w Makau, posiadał także kilka nieruchomości w Hongkongu. Rozwijał swoją działalność w różnych sektorach, takich jak rozrywka (w tym gry), turystyka, transport morski i lotniczy, nieruchomości i finanse.
Był również właścicielem kilku zakładów hazardowych (kasyna, wyścigi konne, wyścigi chartów, firmy bukmacherskie itp.), hoteli, centrów handlowych (np. Nowy Yaohan) i lokali rozrywkowych (“nightclubs”). Posiadał dużą liczbę akcji publicznego operatora telewizyjnego Teledifusão de Macau S.A. oraz operatora międzynarodowego lotniska w Makau Sociedade do Aeroporto Internacional de Macau sp. z.o.o.
W 2003 roku jego działalność odpowiadała za około jedną trzecią PKB Makau i około 30% dochodów rządowych Specjalnego Regionu Administracyjnego. W jego przedsiębiorstwach zatrudnionych były dziesiątki tysięcy osób. W wyniku kryzysu gospodarczego w 2008 r., według Forbesa, stracił 89% swojego majątku, który zmalał z 9 miliardów dolarów do 1 miliarda dolarów i zajmował 19 miejsce wśród największych bogactw Hongkongu. W 2020 roku jego majątek ponownie osiągnął wartość 9 miliardów dolarów.
W październiku 2021 r. jego nazwisko zostało wymienione w Pandora Papers.

#### Filantropia
W 2003 roku Ho podarował wykonaną z brązu głowę dzika z dynastii Qing Chińskiemu Muzeum Poly Art Museum, państwowej organizacji, której celem jest rozwijanie, wystawianie, odnawianie i ochrona chińskich zabytków kultury. Głowa dzika była jedną z dwunastu sztuk zrabowanych z Cesarskiego Pałacu Letniego w Pekinie w 1860 roku, kiedy to został on splądrowany i spalony przez armie francuską i brytyjską. 21 września 2007 roku Ho podarował chińskiemu rządowi brązową rzeźbę z czasów dynastii Qing przedstawiającą głowę konia, pierwotnie wywiezioną ze Starego Pałacu Letniego. Mówi się, że właśnie kupił tę rzeźbę od tajwańskiego biznesmena za 8,84 miliona dolarów.

#### Spory sądowe, Lanceford
Pod koniec stycznia 2011 r. wybuchł spór pomiędzy jego żonami i dziećmi w związku z przeniesieniem własności jego prywatnej spółki holdingowej Lanceford. 27 grudnia spółka dokonała przydziału 9 998 nowych akcji, co stanowi 99,98% kapitału zakładowego rozszerzono na dwie spółki na Brytyjskich Wyspach Dziewiczych: Action Winner Holdings Ltd, spółka w całości należąca do trzeciej żony, Iny, posiadająca 50,55%, a Ranillo Investments Ltd, będące w równych częściach własnością każdego z pięciorga dzieci Laama. Dokument przydziału złożony w Rejestrze Spółek został podpisany przez córkę Laama, Daisy.
Ho wniósł pozew do Sądu Najwyższego, podając nazwiska swoich administratorów – 11 oskarżonych, w tym drugą i trzecią żonę oraz dzieci Pansy i Lawrence’a Ho – twierdząc, że grupa działała „niewłaściwie i/lub nielegalnie” poprzez zmianę struktury akcjonariatu. W pozwie domagał się wydania nakazu zakazującego pozwanym sprzedaży lub zbycia którejkolwiek z 9 998 nowych akcji spółki. W pozwie wymieniono również dwie spółki z Brytyjskich Wysp Dziewiczych. Według oświadczenia złożonego przez jego prawnika Gordona Oldhama Ho twierdził, że od samego początku jego intencją było podzielenie majątku po równo pomiędzy rodziny, a działania powierników Lanceford skutecznie eliminowały taką możliwość.
Pośród zamieszania wywołanego sprzecznymi oświadczeniami Ho, jego żon i dzieci dotyczącymi statusu sporu, Ho za pośrednictwem Oldhama, który rzekomo został zwolniony i ponownie zatrudniony w ciągu kilku dni, oświadczył, że był zmuszany do składania publicznych oświadczeń i podpisywania dokumentów prawnych, nie będąc w pełni poinformowanym o ich treści.

### Śmierć
W późniejszych latach życia Ho zmagał się ze złym stanem zdrowia i w 2009 r., po tym jak jego stan zdrowia pogorszył się w wyniku udaru, przebywał w szpitalu. 25 maja 2020 r. jego stan określono jako krytyczny, zmarł w Hong Kong Sanatorium & Hospital 26 maja 2020 r., około godziny 13:00 czasu lokalnego, w wieku 98 lat.

## Ordery i odznaczenia
- Wielki Krzyż Orderu Zasługi (Portugalia)
- Wielki Krzyż Orderu Infanta Henryka
- Oficer Orderu Imperium Brytyjskiego
- Kawaler Legii Honorowej